# 데이비드 앨런 그리어
데이비드 앨런 그리어(David Alan Grier, 1956년 6월 30일 ~ )는 미국의 희극인이자 배우이다.

## 출연 작품
- 스튜어트 리틀 - 레드 역 (목소리)
- 커피 & 카림 - 캡틴 힐 역
- 클리포드 더 빅 레드 독 - 패커드 역
- 그들이 타이론을 복제했다 - 목사 역